# Uli Soyka
Uli Soyka (* 1. Oktober 1964 in Wien) ist ein österreichischer Jazzmusiker (Schlagzeug, Percussion), Komponist, Schlagzeuglehrer und Musiklabelbetreiber.

## Leben und Wirken
Soyka spielte als Kind zunächst jahrelang Flöte, bevor er zum Schlagzeug wechselte. Der gelernte Goldschmied und Graveur konnte aus gesundheitlichen Gründen seinen Beruf nicht mehr ausüben und wechselte beruflich zur Musik. Er studierte zunächst anderthalb Jahre an einer Hochschule, hat dann das Studium aber aufgegeben.
Im Jahr 1998 gründete Soyka die Kreativplattform Pan Tau-X. Das war auch die Gründungsstunde seines eigenen Musiklabels Pan Tau-X Records.
Soyka ist Mitglied in mehreren Ensembles. So spielt er in dem Jazz-Ensemble Lila Lotus gemeinsam mit Henrik Hallberg, Magnus Bergström und Lorenz Raab. Manchmal ist auch Reinhard „Wurzl“ Buchta dabei. In dem Improvisationsquartett Erstkontakt spielt er an der Seite von Peter Ponger, Klaus Gesing und Hans Strasser. 2012 sind neben Klaus Gesing, Peter Ponger auch Kenny Wheeler, John Abercrombie, Paul Rogers und Tontechniker Reinhard „Wurzl“ Buchta in der Besetzung Erstkontakt am 12. Oktober 2012 im Wiener Jazzclub Porgy & Bess zu hören. In dem Trio Undetected spielt er an der Seite von Frank Schwimm und Raphael Preuschl. Über sein Label hat er bereits 21 CDs (Stand 2020) herausgebracht.
Soyka spielt auch in der Formation Undetected +. Mit dabei sind Klaus Dickbauer, Uli Rennert, Frank Schwinn und Raphael Preuschl.
Soyka spielte im Februar 2007 die Musik bei der Lesung Literatur im Stadtbezirk der österreichischen Autoren Dagmar Fischer und Rudolf Kraus. 2012 arbeitete er mit Peter Ponger und Autor Bernhard Saupe in der Konzertreihe Lost & Found im Porgy & Bess. 2007 gründete die aus Rumänien stammende Claudia Cervenca gemeinsam mit Uli Soyka und Karl Sayer die Gruppe Troica. Die Gruppe gewann den Hauptpreis der Austrian World Music Awards 2007 des Festivals der Klänge. Im Juli 2008 erschien das Debütalbum Dor (Sehnsucht), welches 2008 für den Preis der deutschen Schallplattenkritik nominiert wurde.
Seit 2008 organisiert, finanziert und bespielt Uli Soyka eine monatliche Konzertreihe „pantau-x-musik-hautnah“ in Wien (…mit monatlich wechselnden Besetzungen).
Nach weit über einem Dutzend Umzügen lebt Soyka seit 1987 in Wien.